# Montes Dikti
Los montes Dikti (en griego: Δίκτη) o de Lasithi (en griego: Λασιθιώτικα Όρη, romanizado: Lasithiótika Óri) constituyen una cordillera que se extiende por el este de la isla de Creta en la unidad periférica de Lasithi, y por el oeste por la unidad periférica de Heraclión.
Según una versión de la mitología griega, los Dáctilos nacieron en estas montañas. También en la Antigüedad existía allí una renombrada imagen de Zeus representado al modo cretense, como un joven imberbe; de ahí su apelativo de Zeus Dicteo, que tenía consagrado su propio templo en la localidad de Palecastro.
En el norte del macizo principal se localiza la meseta de Lassith. La topología de los montes es rica con numerosas mesetas (Lassithi, Katharo, Omalos Viannou, Limnakaro), valles y picos secundarios. 
Algunos picos importantes son: Spathí 2148 m, Afentis Christós/Psari Madara 2141 m, Lázaros 2085 m, Katharó Tsivi 1665 m, Afentis 1571 m, Selena 1559 m y Platiá Korfí 1489 m. El macizo principal tiene forma de herradura alrededor del valle de Selakanó. Gran parte del área de las montañas, incluyendo el valle de Selakanó está cubierta por bosques de pinos, coscojas, cipreses, alcornoques y arces de Creta. 
La fertilidad de los valles y mesetas de Dikti es muy importante para la economía local.